# 가이다르 포럼
가이다르 포럼(Gaidar Forum)은 러시아 모스크바에서 매년 개최되는 경제 분야 국제 회의이다. '러시아의 다보스 포럼'을 표방하며 러시아 및 국제 경제 문제를 논의한다. 회의의 이름은 소련의 경제학자 예고르 가이다르를 기념하여 명명되었다.

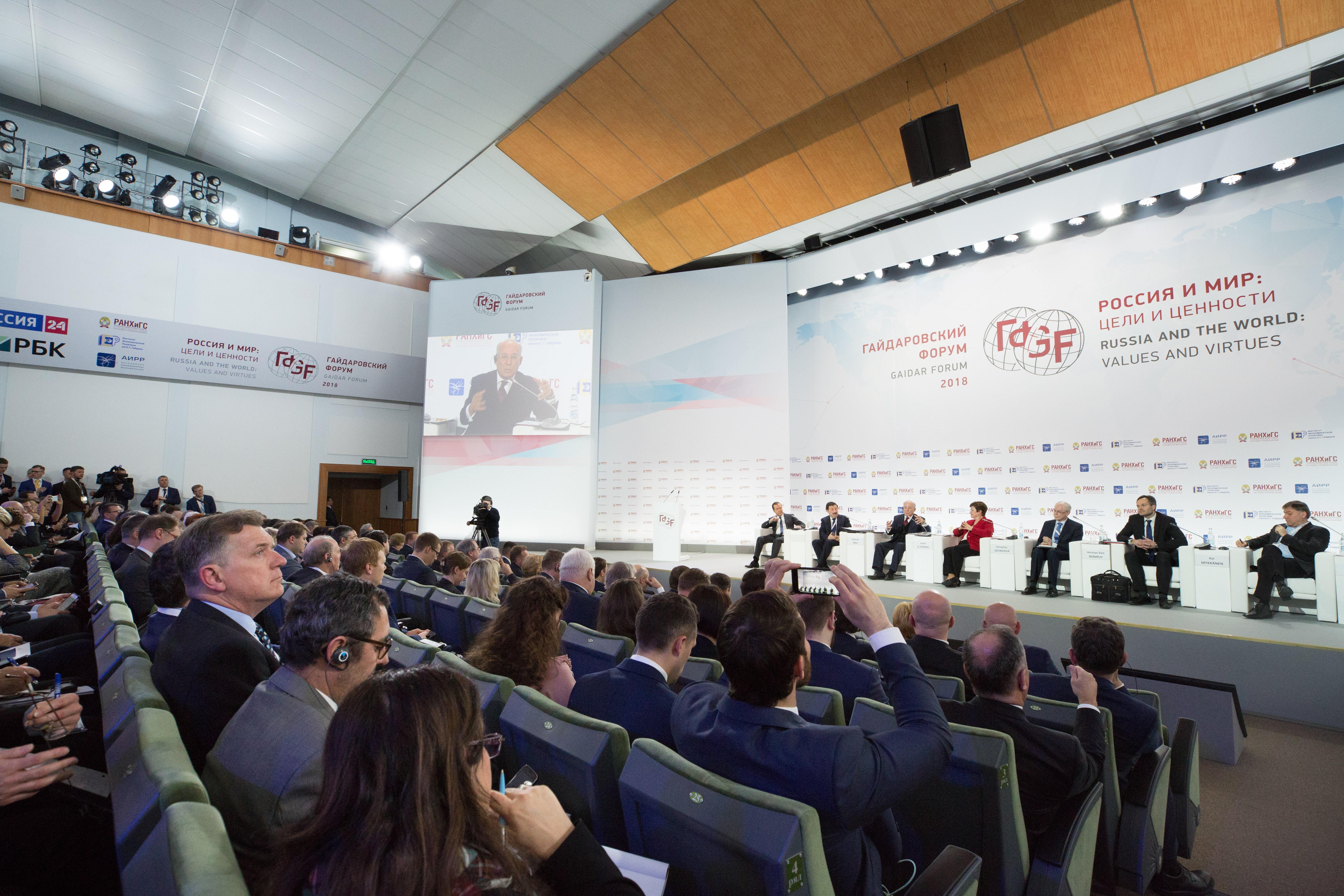
2018년의 가이다르 포럼

## 같이 보기
- 예고르 가이다르
- 러시아 경제개발부